# Santa Maria de Porqueres

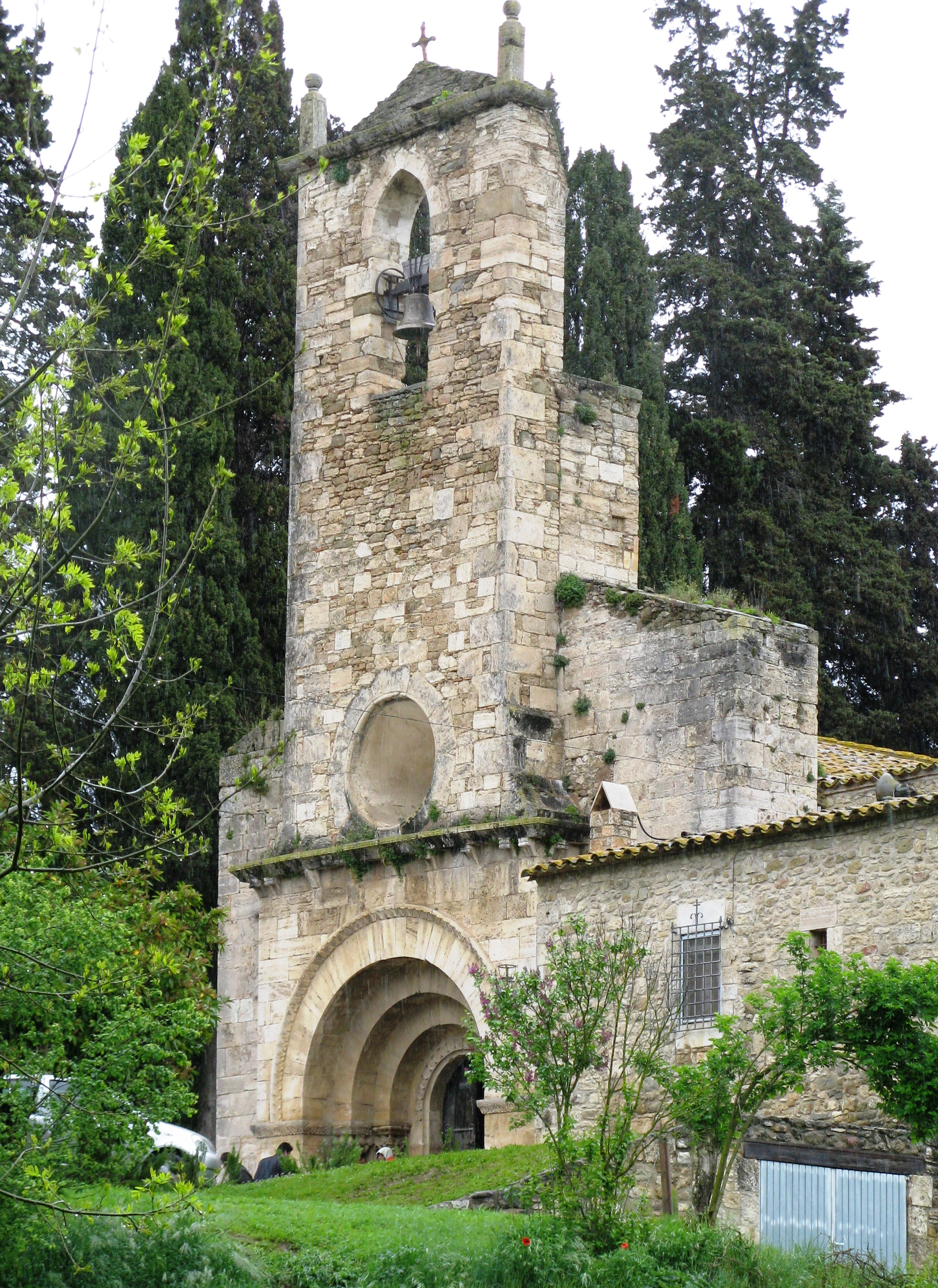
Die romanische Kirche Santa Maria de Porqueres

Santa Maria de Porqueres ist eine romanische Kirche aus dem 12. Jahrhundert, die in Porqueres am Westufer des Sees von Banyoles in Katalonien gelegen ist. Sie gilt vielen Kunst- und Architekturkennern der Romanik wegen ihrer ausgewogenen Proportionen als ein Juwel der Romanik Kataloniens. Santa Maria der Porqueres repräsentiert ein nahezu idealtypisches Beispiel für die romanische Kirchenbaukunst in Katalonien. Aus diesem Grunde wurde sie am 3. Juni 1931 in den Rang eines „Monumentes von nationalem Interesse“ des spanischen Staates erhoben. Eine weitere Besonderheit dieser Kirche stellt der freistehende Comunidor in direkter Nachbarschaft der Kirche dar.

## Lage und Bedeutung der Kirche

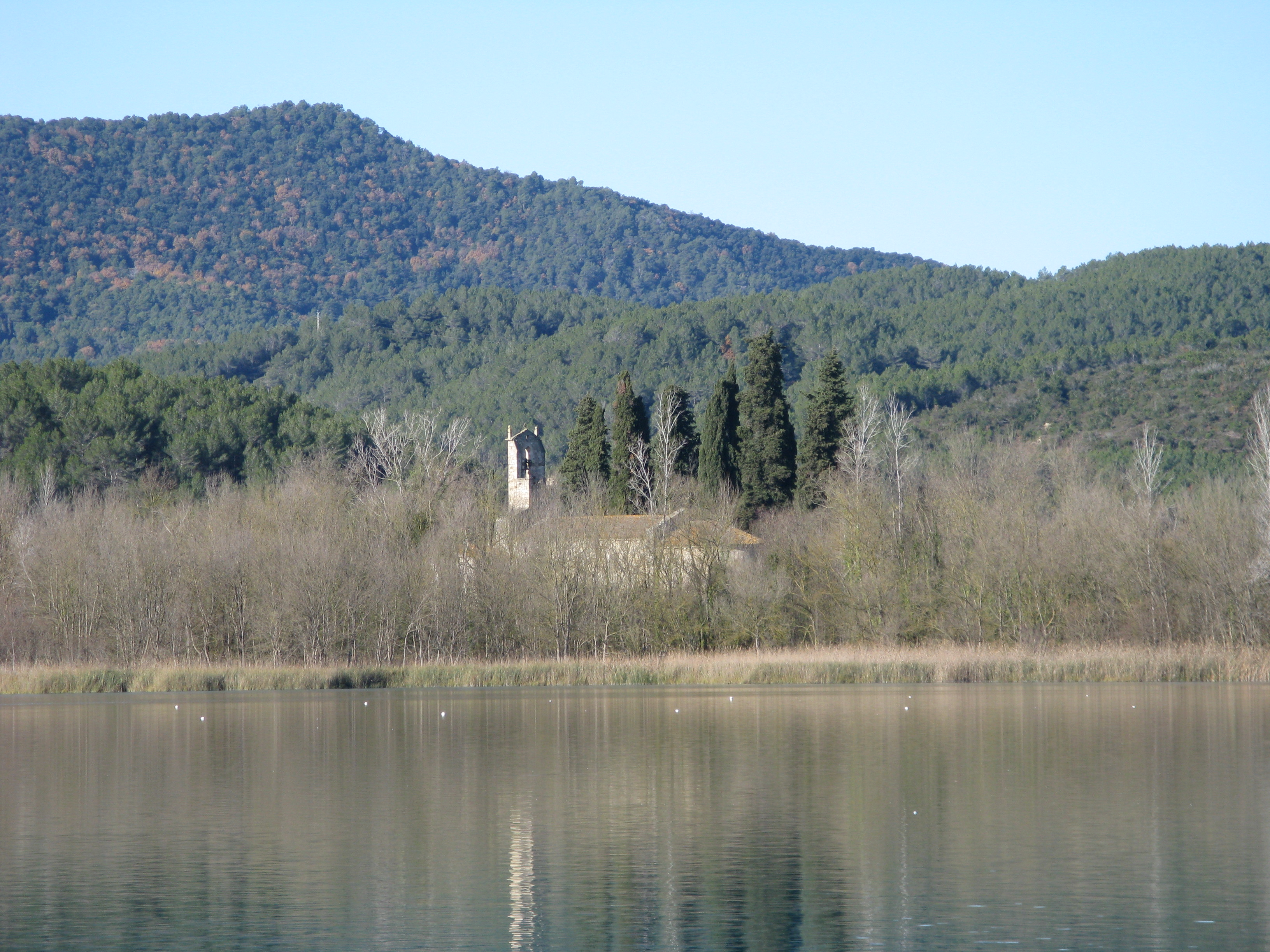
Die Lage der Kirche am See von Banyoles

Die Kirche Santa Maria de Porqueres liegt auf einem schmalen Hügel am Westufer des Sees Estany de Banyoles. Diese Lage wurde von den ersten Siedlern bewusst gewählt, um Überschwemmungen des Siedlungsgebietes und des Kirchengeländes zu vermeiden. Die Kirche ist nach Osten, auf den See hin ausgerichtet. Die erste Erwähnung einer Kirche an diesem Ort datiert auf das Jahr 906 n. Chr. Die heutige Kirche wurde am 5. April 1182 eingeweiht. Die letzten Restaurierungsarbeiten wurden in den Jahren 1957 bis 1960 ausgeführt. Hierbei wurde der quadratische Glockenturm durch das originale Kodonostasion (Glockenwand) ersetzt.
Im Gegensatz zu vielen anderen romanischen Kirchen zieht Santa Maria de Porqueres die Blicke der Besucher direkt fest an. Sieht man den Haupteingang besticht ein imposantes, aber doch total klares Portal. Nähert man sich von der Seeseite her sticht eine robuste, wohlgeformte Apsis ins Auge. Von außen nicht sichtbar gibt die Apsis innen ihr Geheimnis preis. In die dicken Mauern der primären Apsis sind sekundäre Apsiden (Absidiolen) eingebaut.

## Das Portal
Trotz der nicht zu übersehenden Präsenz von Skulpturelementen, ist das Eingangsportal aus vier wunderbaren, klaren, romanischen Bogen aufgebaut. Die drei äußeren Bogen weisen eine Hufeisenform auf. Der innere, an die Eingangstür grenzenden Bogen ist mit zweiundzwanzig skulptierten Stein-Medaillons verziert. Als Motive finden sich hier unter anderem ein Hase, eine Rose, ein katzenähnliches Tier, ein Menschenkopf, ein Kreuz mit Blumen und ein Adler. Die vier Eingangskapitelle – zwei auf jeder Seite – tragen die beiden inneren Bogen. Die Motive dieser vier Kapitelle, die im Wesentlichen aus Blumenmotiven mit wenigen Tiermotiven gebildet werden, laden den Besucher ins Innere dieser Kirche ein. Der Besucher tritt durch eine große Eichentür ein, die mit Beschlägen aus romanischer Zeit verziert ist.

## Das Schiff und seine Innenausstattung

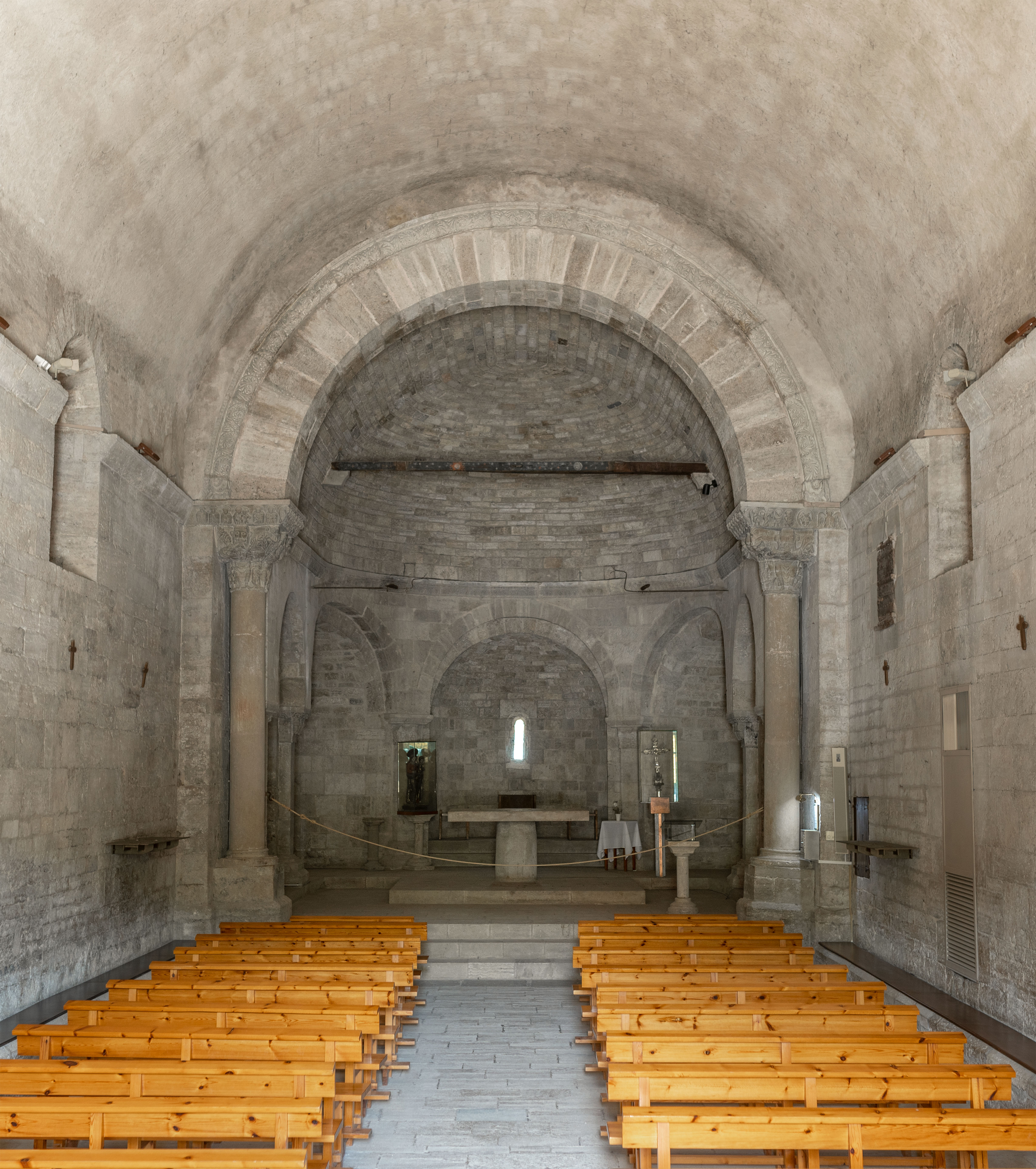
Das Kirchenschiff von Santa Maria de Porqueres

Durch dieses Portal in den Kirchenbau eingetreten, weckt das Kirchenschiff wegen seiner eleganten Schlichtheit eine große Bewunderung im Besucher. Das Tonnengewölbe aus glatten Steinen endet in einem schlichten Gesims. Das Schiff ist 19,30 Meter lang, verlängert um die 8,50 Meter lange Apsis. Es ist 7 Meter breit und weist eine Höhe von 10 Metern auf. Es weist auf jeder Seite zwei Fenster auf.
Auf der linken Seite hinten im Schiff findet sich ein original romanisches, steinernes Taufbecken aus Travertin. An der Rückwand rechts neben dem Eingangsportal hängt der „Heilige Christus von Porqueres“ (16. Jahrhundert) neben der „Jungfrau der Schmerzen“ (17. Jahrhundert).

## Der Triumphbogen und der Chor

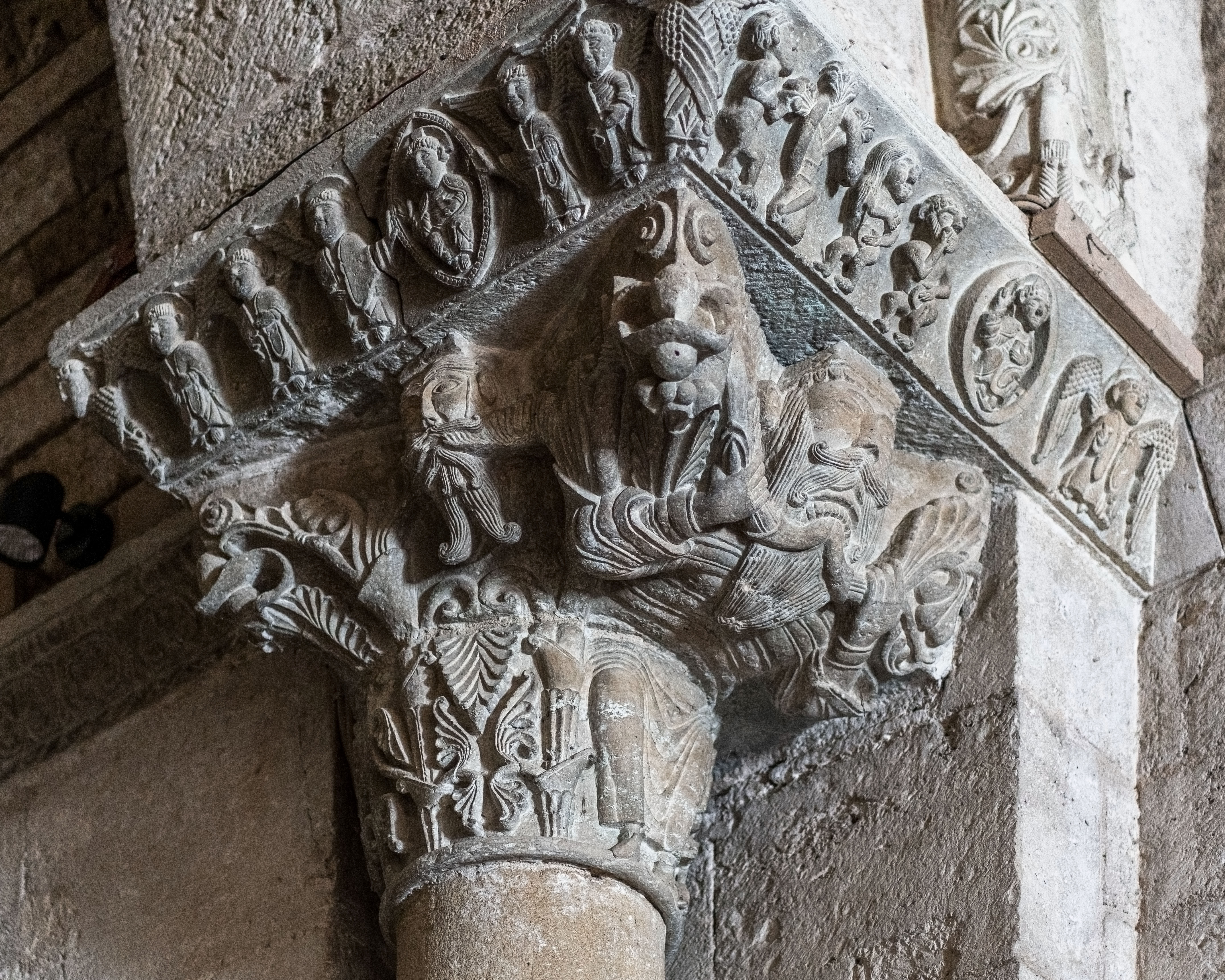
Rechtes Kapitell aus dem Triumphbogen mit Szenen von Engeln sowie von Adam und Eva im Garten Eden

Ein majestätischer Triumphbogen mit zwei robusten Säulen sowie mächtigen Kapitellen grenzt den Chor von dem Kirchenschiff ab. Das Kapitell auf der linken Seite zeigt einen segnenden Jesus, der von seinen Aposteln umgeben wird. Das Kapitell auf der rechten Seite zeigt neben Engelszenen Szenen aus dem Garten Eden: Eva bietet Adam die verbotene Frucht an, der diese auch isst. Die Schlange – ein Symbol für den Teufel – windet sich auf dem Baum der Erkenntnis. 
Der Altarraum ist in drei sekundäre Absiden (Absidiolen) unterteilt. 
In ihm befinden sich ein Prozessionskreuz sowie ein Bild der Muttergottes, der Patronin dieser Kirche, beide aus dem 16. Jahrhundert. Hoch in der Apsis über dem Altar ist ein mittelalterlicher, mehrfarbiger Balken angebracht, der von Sternen umgebene Sonnen- und Mondsymbole trägt.

## Der Comunidor

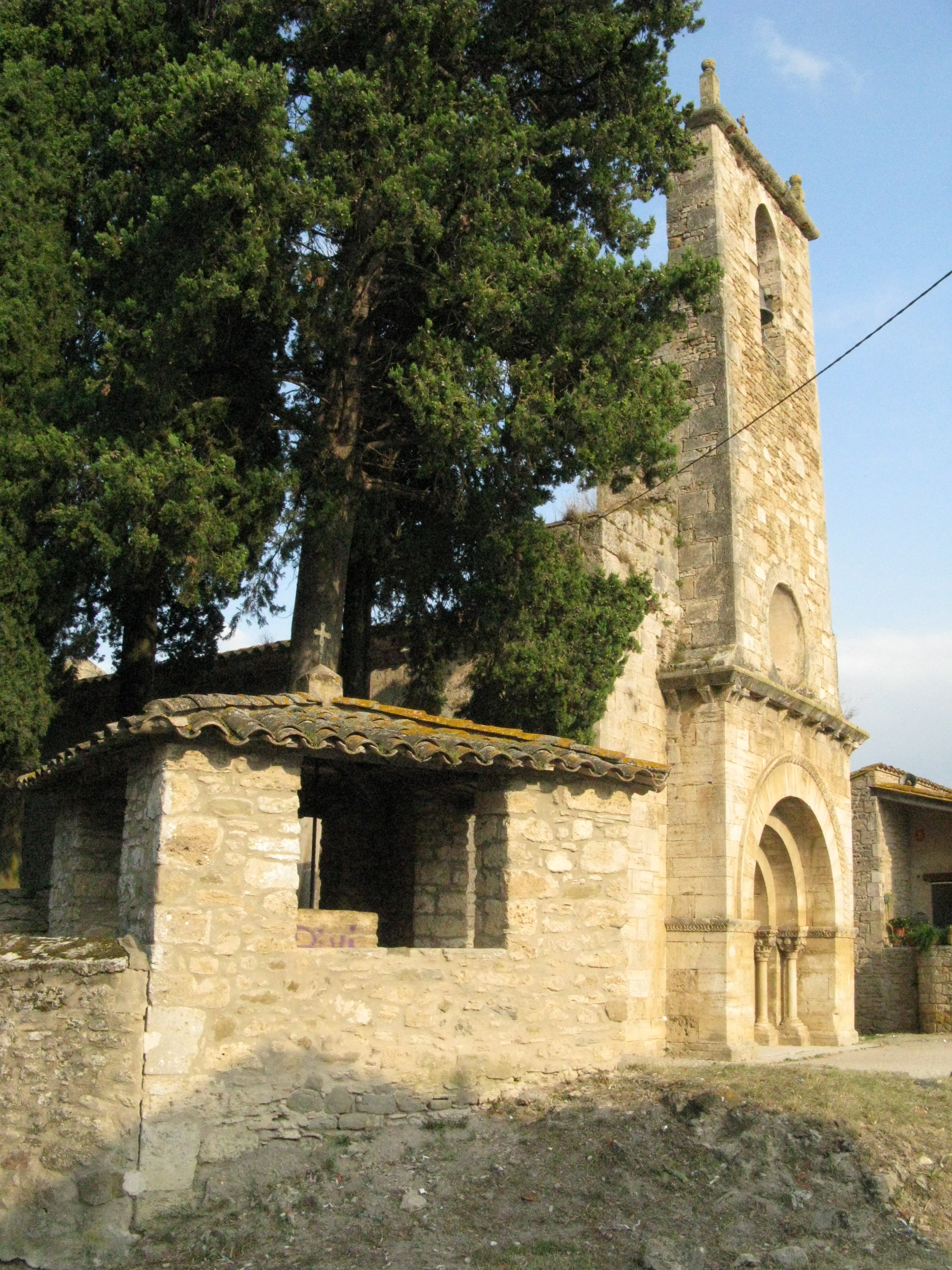
Der Comunidor von Santa Maria de Porqueres

Eine Besonderheit dieser Kirche ist der freistehende, vollkommen von dem eigentlichen Kirchenbau getrennte Comunidor. Solange das religiöse Leben ein integraler Bestandteil des allgemeinen sozialen Lebens war, haben Priester einen solchen Schrein genutzt, um alle vier Himmelsrichtungen zu segnen und somit die Ernte vor möglichen Unwettern zu schützen. Das Holzbalkendach und das Eisenkreuz auf der Spitze des Daches sind zwei interessante Merkmale dieses mittelalterlichen Gebäudes.